# 柿本神社 (葛城市)
柿本神社（かきのもとじんじゃ）は、奈良県葛城市にある神社。

## 歴史
祭神は柿本人麻呂で、神体は真済作と伝わる人麻呂像。地元ではこの地域に持統天皇から領地を賜った人麻呂が住んだと言い伝えられており、 神亀元年（724年）に石見国（現・島根県益田市）で没したとされる人麻呂を宝亀元年(770年)にこの地に改葬。その傍に「人麻呂堂」と呼ばれた堂が建立されたのが神社の始まりとされ、現在でも本殿の脇には人麻呂塚がある。
その後、80年以上を経た斉衡2年（855年）あるいは天安2年（858年）に、神宮寺として影現寺が創建された。影現寺とは明治時代の神仏分離を経た現在も、隣接した境内は繋がった状態となっている。
歌聖と呼ばれた人麻呂が祭神のためかつては歌会が盛んに行なわれ、寛文10年（1670年）に岡村正辰が編纂した『大和順礼集』には「柿本は歌よみ鳥の会所哉」と言った句が見られるほか、後述する松平信之による石碑建立を契機として法楽歌会が盛んに催された。なお、幕末には国学者で儒者でもあった岡本通理が社務所に仮住まいしていたという。
人麻呂の命日とされる旧暦3月18日には五穀豊穣を願って神事が行なわれ、会式の際に影現寺の鐘太鼓を打ち鳴らしていた。この音に因んで「チンポンカンポン祭」と呼ばれるこの神事は現在でも影現寺と共に毎年4月18日に行なわれているが鳴り物は無くなっている。 

## 境内
- 柿本太夫人麻呂之墓

拝殿の南側にある石碑で、大和郡山藩主・松平信之が天和元年（1681年）に建立した。林整宇の撰文が刻まれている。
- 万葉歌碑

柿本人麻呂歌集に含まれる「春柳 葛城山に 立つ雲の 立ちても居ても 妹をしそ思ふ」の歌碑で、1977年（昭和52年）に設置された。